# Shangwen Shuiku
Shangwen Shuiku (kinesiska: 尚文水库) är en reservoar i Kina. Den ligger i provinsen Guangdong, i den södra delen av landet, omkring 260 kilometer väster om provinshuvudstaden Guangzhou. Shangwen Shuiku ligger 108 meter över havet. Arean är 1,4 kvadratkilometer. Omgivningarna runt Shangwen Shuiku är en mosaik av jordbruksmark och naturlig växtlighet. Den sträcker sig 1,8 kilometer i nord-sydlig riktning, och 1,7 kilometer i öst-västlig riktning.
Genomsnittlig årsnederbörd är 2 358 millimeter. Den regnigaste månaden är augusti, med i genomsnitt 354 mm nederbörd, och den torraste är januari, med 31 mm nederbörd.